# Aka-bo
L'aka-bo (ou bo) était une langue appartenant au groupe grand andamanais, parlée dans la région centrale de la côte est d'Andaman du Nord et sur l'île Récif Nord, en Inde. Depuis les années 1970, elle n'était plus parlée que par une seule personne, Boa Sr. La langue s'éteignit lorsque sa dernière locutrice mourut le 26 janvier 2010,,.